# Ilmola härad
Ilmola härad är ett före detta härad i Vasa län i Finland.
Ytan (landsareal) var 6652,6 km² 1910; häradet hade 31 december 1908 101.798 invånare med en befolkningstäthet av 15,3 inv/km².

## Landskommuner
Häradet bildades 1860 genom delning av Korsholms södra fögderi. De ingående landskommunerna var 1910 som följer:
- Bötom, på finska: Karijoki
- Ilmola, på finska: Ilmajoki
- Jalasjärvi
- Kauhajoki
- Korsnäs
- Kristinestads landskommun, på finska: Kristiinankaupungin maalaiskunta
- Kurikka
- Lappfjärd, på finska: Lapväärtti
- Närpes, på finska: Närpiö
- Peräseinäjoki
- Sideby, på finska: Siipyy
- Storå, på finska: Isojoki
- Östermark, på finska: Teuva
- Östermyra, på finska: Seinäjoki
- Övermark, på finska: Öfvermarkka, Ylimarkku

Närpes härad avskildes 1916. Därefter bestod häradet av Ilmola, Jalasjärvi, Kauhajoki, Kurikka, Peräseinäjoki och Östermyra.